# Lepturges sexvittatus
Lepturges sexvittatus is een keversoort uit de familie van de boktorren (Cerambycidae). De wetenschappelijke naam van de soort werd voor het eerst geldig gepubliceerd in 1874 door Henry Walter Bates.